# George Henry Peters
Pour les articles homonymes, voir George Peters (homonymie) et Peters.
George Henry Peters (1863 – 18 octobre 1947) était un astronome américain. Il mourut à Washington, D.C.
Il travaillait à l'observatoire naval des États-Unis comme astrophotographe, découvrant trois astéroïdes et photographiant  la couronne solaire.
| (536) Merapi       | 11 mai 1904      |
| (886) Washingtonia | 16 novembre 1917 |
| (980) Anacostia    | 21 novembre 1921 |